# 1955
Évszázadok: 19. század – 20. század – 21. század
Évtizedek: 1900-as évek – 1910-es évek – 1920-as évek – 1930-as évek – 1940-es évek – 1950-es évek – 1960-as évek – 1970-es évek – 1980-as évek – 1990-es évek – 2000-es évek
Évek: 1950 – 1951 – 1952 – 1953 –  1954 – 1955 – 1956 – 1957 – 1958 – 1959 – 1960

## Események
- január 6. – Petru Groza közbenjárására felfüggesztik Márton Áron püspök börtönbüntetését.[1]
- január 8. – Rákosi Mátyás pozícióját Moszkvában a Szovjetunió Kommunista Pártja (SZKP) Elnöksége megerősíti, egyben élesen bírálja Nagy Imrét, akit önkritikára akarnak rávenni. (Nagy Imre ezt elutasítja.)[2]
- január 12. – Jugoszlávia és Kína helyreállítja diplomáciai kapcsolatait.[3]
- január 25. – Milovan Đilas jugoszláv írót kormányellenes cselekedetei miatt 18 hónapra elítélik.[3]
- február 15. – Antonín Zápotocký csehszlovák köztársasági elnök fogadja a jugoszláv nagykövetet, kezdetét veszi a két ország viszonyának fokozott normalizálódása.[4]
- február 18. – A lengyel államtanács rendeletet ad ki Lengyelország és a Német Demokratikus Köztársaság közötti hadiállapot megszüntetéséről.[5]
- február 19. – Létrejön a Délkelet-ázsiai Szerződés Szervezete, a SEATO.[6]
- február 22. – Márton Áron püspököt kiengedik a jilavai börtönből.[1]
- március 2–4. – A Magyar Dolgozók Pártja (MDP) Központi Vezetősége (KV) az új szakasz politikájáról visszatér a Rákosi Mátyás nevével fémjelzett felfogáshoz.[2]
- március 16. – Eisenhower bejelenti, hogy háború esetén atomfegyvert alkalmaznak.
- március 19. – Károlyi Mihály korábbi köztársasági elnököt Franciaországban, Vence-ban éri utol a halál, ahol élete utolsó éveit töltötte.[7]
- március 25. – 
  - Megalakul a Petőfi Kör.[8]
  - Márton Áron püspök körlevelében megbocsátást hirdet a papi békemozgalom résztvevőinek.[1]
- március 29. – A Csehszlovákia Kommunista Pártja KB és a kormány ülésén az életszínvonal növekedését elősegítő intézkedéseket fogadnak el. (Április 1-jei hatállyal csökkentik számos árucikk kiskereskedelmi árát.)[4]
- április 5. – Winston Churchill brit miniszterelnök lemondása.
- április 15. – Az előző napi KV-ülés határozatának megfelelően Rákosi Mátyás értesíti Dobi Istvánt, a Magyar Népköztársaság Elnöki Tanácsának elnökét arról, hogy Nagy Imrét le kell váltania miniszterelnöki posztjáról.[2]
- április 18. – Megalakul a Hegedüs-kormány.[9]
- április 22–24. – A Szlovák Kommunista Párt kongresszusán ismételten harcot hirdetnek a „burzsoá nacionalizmus” ellen.[4]
- május 9. – A Német Szövetségi Köztársaság a NATO tagjává válik.[10]
- május 14. – Megalakul a Varsói Szerződés.[11]
- május 15. – 
  - A Szovjetunió, Nagy-Britannia, az Egyesült Államok és Franciaország, illetve Ausztria képviselői aláírják az osztrák államszerződést.[12]
  - A Makalu (tszf. 8463 m) első megmászása.
- május 25. – A Kancsendzönga (tszf. 8586 m) első megmászása.
- május 26.–június 2. – Nyikita Hruscsov belgrádi látogatása, a szovjet–jugoszláv államközi kapcsolatok rendezése.[13]
- június 4–6. – Rákosi Mátyás Hegedüs Andrással Bukarestbe utazik, ahol a szovjet vezetés közli, hogy Jugoszláviával a keleti tömbben mindenkinek megbékélésre kell törekednie.[2]
- június 7–8. – Az MDP KV – Rákosi beszámolóját követően – kiáll a Jugoszláviával való megbékélés politikája mellett.[2]
- június 21. – A honvédelmi miniszter 00700/1995. számú intézkedésében elrendeli a területi katonai igazgatási szervek átalakítását. (A meglévő katonai igazgatási szerveket felszámolták és helyettük megalakították a Budapest Főváros Kiegészítő Parancsnokságot, minden megyei székhelyen a megyei kiegészítő parancsnokságot, minden járási székhelyen a járási kiegészítő parancsnokságot, a meghatározott városokban városi kiegészítő parancsnokságot, Budapest minden kerületében kerületi kiegészítő parancsnokságot.)[14]
- július 18–23. – Párizsban megtartják a NATO parlamenti képviselőinek első konferenciáját. (1966 novemberétől Észak-atlanti Közgyűlés).
- július 21.
  - 3 év 2 hónap alatt elkészül – szovjet segítséggel – a varsói Kultúra és Tudomány Háza.[15]
  - Lengyelországban meghatározzák az új, ötéves népgazdasági fejlesztési tervet (1956–60).[16]
- augusztus 8. – Rákosi a csepeli képviselői beszédében a jugoszláv–magyar viszony megromlásáért a felelősséget Péter Gáborra, az Államvédelmi Hatóság (ÁVH) egykori vezetőjére és „bandájára” hárítja.[2]
- augusztus 21. – Rákosi felkeresi a budapesti jugoszláv nagykövetségen Svetozar Vukmanovićot és a két állam közötti viszony normalizálásáról tárgyal.[2]
- október 2. – Romániában Gheorghe Gheorghiu-Dejt Chivu Stoica váltja a kormányfői poszton.[17]
- október 6. – Görögországban Konsztantinosz Karamanlisz alakít kormányt.[18]
- november 13. – Csehszlovák kormányközlemény jelenik  meg a háborús bűnökért elítélt németek szabadon bocsátásáról. (1 437 személy távozhat a két német államba és Ausztriába. Az intézkedés nem vonatkozik a különösen súlyos bűncselekményeket elkövetőkre.)[4]
- december 12. Kazincbarcikán felavatják a Borsodi Vegyikombinátot.[8]
- december 14. – Magyarország, Ausztria, Spanyolország, Ceylon, Nepál, Laosz, Líbia, Jordánia, Kambodzsa, Írország, Olaszország, Finnország, Bulgária és Albánia csatlakozik az ENSZ-hez.
- december 23–28. – Rákosi Mátyás részt vesz a Román Munkáspárt II. kongresszusán. (Szovjet figyelmeztetésre nem szól a romániai magyarok helyzetéről.)[2]
- december 30. – A Szovjetunió szerződést ír alá a Német Demokratikus Köztársasággal, megadva benne annak állami státuszát.

Határozatlan dátumú események
- az év folyamán – Dag Hammarskjöld ENSZ-főtitkár kínai látogatása során eléri, hogy a koreai háborúban foglyul ejtett 11 amerikai pilótát szabadon engedjék.[19]

## Az év témái

### 1955 az irodalomban
- november 26. – Nagyváradon megnyílik az Ady Endre Emlékmúzeum.[1]
- Isaac Asimov: A halhatatlanság halála (regény)
- Hosszú idő után ismét kötettel jelentkezik a szlovákiai magyar szellemi élet legismertebb képviselője, Fábry Zoltán (A gondolat igaza).[20]
- Graham Greene: A csendes amerikai (regény)
- Többéves elhallgattatás után Kodolányi János „személyesen” is visszatér az irodalmi életbe, tagja lesz az Írószövetségnek, megjelenik Éltek, ahogy tudtak c. novelláskötete
- Vladimir Nabokov: Lolita (regény)
- Weöres Sándor: Bóbita (válogatott versek)
- Tennessee Williams: Macska a forró bádogtetőn (dráma)

### 1955 a sportban
- Juan Manuel Fangio harmadszor nyeri meg a Formula–1-es világbajnokságot.
- Június 11-én Le Mansban bekövetkezik az autóversenyzés eddigi legtöbb áldozatot követelő tömegbalesete, az 1955-ös Le Mans-i autóverseny-baleset.
- Kosárlabda Európa-bajnokság Budapesten. A magyar férfi csapat bajnoki címet nyer.
- A Bp. Honvéd SE nyeri a magyar NB1-et (Nemzeti Bajnokság, első osztály). Ez a klub ötödik bajnoki címe.

### 1955 a tudományban
- szeptember 21. – Emilio Segrè és Owen Chamberlain Berkeleyben felfedezik az antiprotont.

### 1955 a zenében
- Frank Sinatra: In the Wee Small Hours

## Születések
- január 6. – Rowan Atkinson angol színész
- január 18. – Nyilasi Tibor magyar labdarúgó, edző
- január 18. – Kevin Costner Oscar-díjas amerikai színész, rendező
- január 21. – Zsurzs Kati magyar színésznő, szinkronszínész
- január 26. – Björn Andrésen svéd színész
- január 27. – Vörös István magyar zenész, a Prognózis együttes énekese
- február 2. – Leszek Engelking lengyel költő, író
- február 4. – Mikuláš Dzurinda, Szlovákia miniszterelnöke
- február 6. – Piláth Károly önkormányzati képviselő (Budapest XVII. kerülete)
- február 7. – Miguel Ferrer amerikai színész († 2017)
- február 11. – Ágg Károly fotóművész
- február 19. – Jurij Avramovics Bajdak ukrán pilóta, katonatiszt, az Ukrán Légierő parancsnoka
- február 21. – Ioan Rus román szociáldemokrata párti politikus, Románia belügy-, majd közlekedési minisztere
- február 24.
  - Alain Prost – francia autóversenyző, Formula–1-es világbajnok
  - Steve Jobs – az Apple Inc. cég elnöke († 2011)
- március 2. – Demény Attila zeneszerző, zongoraművész († 2021)
- március 9. – Ornella Muti olasz színésznő
- március 19. – Bruce Willis amerikai színész
- március 29. – Marina Sirtis angol-amerikai színésznő
- március 31. – Angus Young az AC/DC együttes szólógitárosa
- április 6. – Kiss-Rigó László szeged-csanádi megyés püspök
- április 7. – Andresz Kati magyar színésznő, szinkronszínész († 2023)
- április 14. – Drahos Béla karmester, fuvolaművész.
- április 19. – Regőczy Krisztina világbajnok magyar műkorcsolyázó
- április 29. – Máté Gábor Kossuth-díjas magyar színész
- május 1. – Törőcsik András magyar válogatott labdarúgó († 2022)
- május 13. – Elekes Zsuzsa Liszt Ferenc-díjas magyar orgonaművész
- május 11. – Garádi Géza többszörös magyar bajnok három- és öttusában, úszóedző
- május 16. – Hazel O’Connor angol énekesnő, színésznő
- június 2. – Michael Steele gitáros, énekesnő, több amerikai lányegyüttes tagja
- június 13. – Debreczeni József politikus, politikai elemző
- július 6. Saríf Iszmáíl egyiptomi politikus († 2023)
- június 26. – Draskovics Tibor jogász, politikus
- július 21. – Tarr Béla filmrendező
- július 27. – Sarbak Gábor magyar irodalomtörténész, kodikológus, a Szent István Társulat elnöke
- augusztus 8. – Herbert Prohaska osztrák labdarúgó, edző, szövetségi kapitány
- augusztus 12. – Heintje Simons holland gyermekszínész, énekes
- augusztus 27. – Can Togay magyar filmrendező, forgatókönyvíró, színész, költő
- szeptember 2. – Tamás István magyar író, költő, újságíró
- szeptember 8. – Skardelli György Ybl Miklós- és Kossuth-díjas magyar építész, érdemes művész
- szeptember 14. − XIV. Leó pápa, a katolikus egyház vezetője (2025−)
- szeptember 29. – Lantos László Triceps, magyar rendező, performer, író
- október 28. – Tarcsai Szabó Tibor magyar író, meseíró
- november 2. – Frajt Edit magyar színésznő
- november 10. – Tóth Armand zeneszerző, karmester, fuvolaművész
- november 11. – Friedrich Merz német kancellár
- november 13. – Whoopi Goldberg amerikai filmszínésznő
- november 30. – Billy Idol brit punk- és rockénekes, zeneszerző
- december 15. – Szakály György Kossuth-díjas magyar táncművész, balettigazgató, tanár († 2025)
- december 27. – Almássy Éva magyar származású francia író, újságíró
- december 31. – Jim Pillen Nebraska kormányzója

## Halálozások
- január 28. – Török Sophie, született Tanner Ilona író, költő (* 1895)
- február 8. – Zsedényi Béla miskolci jogászprofesszor (* 1894)
- március 11. – Alexander Fleming Nobel-díjas angol orvos (* 1881)
- március 13. – Farkas Imre politikus, országgyűlési képviselő (* 1893)
- március 19. – Károlyi Mihály politikus, miniszterelnök, Magyarország első köztársasági elnöke (* 1875)
- március 30. – Fuchs Jenő négyszeres olimpiai bajnok vívó (* 1882)
- április 18. – Albert Einstein fizikus (* 1879)
- április 19. – Simay Imre festő, szobrász, grafikus (* 1874)
- május 25. – Fedák Sári színésznő (* 1879)
- június 11. – Breuer György magyar ornitológus (* 1887)
- augusztus 15. – Thomas Mann német író (* 1875)
- szeptember 1. – Schimanek Emil Kossuth-díjas gépészmérnök, egyetemi tanár (* 1872)
- szeptember 9. – Zsirai Miklós Kossuth-díjas nyelvész (* 1892)
- szeptember 19. – Carl Milles(wd) svéd szobrász (* 1875)
- szeptember 22. – Fábián Gyula magyar rajztanár, etnográfus, ifjúsági író (* 1884)
- szeptember 28. – Gyóni Mátyás történész, bizantinológus (* 1913)
- szeptember 30. – James Dean amerikai filmszínész (* 1931)
- október 9. – Julij Mihajlovics Brascsajko kárpátaljai ruszin jogász, politikus, közéleti személyiség (* 1875)
- november 5. – Maurice Utrillo francia festőművész (* 1883)
- november 12. – Hajós Alfréd olimpiai bajnok, építész (* 1878)
- november 20. – Jób Dániel magyar színházi rendező, író, színigazgató (* 1880)
- november 26. – Duronelly László vívómester, a magyar párbajtőrvívás egyik úttörője (* 1907)
- november 27. – Arthur Honegger svájci származású francia zeneszerző, a „Hatok” egyike (* 1892)
- december 4. – Galamb József konstruktőr, a Ford Motor Company tervezője, a Ford T-modell megalkotója (* 1881)

## Nobel-díjasok
- A Nobel-díjat a svéd Alfred Nobel alapította, 1901 óta adják át, melyet a Svéd Királyi Tudományos Akadémia ítél oda a tudomány, az irodalom és humanitárius területen kimagasló eredményt elért magánszemélyeknek, illetve intézményeknek.

| Fizikai            | Willis Eugene Lamb, Polykarp Kusch |
| Kémiai             | Vincent du Vigneaud                |
| Orvosi-fiziológiai | Hugo Theorell                      |
| Irodalmi           | Halldór Kiljan Laxness             |
| Béke               | nem adták ki                       |